# إيريك لوبيز
إيريك لوبيز (بالإنجليزية: Eric Lopez)‏ (5 مارس 1999 بويستمينستير في الولايات المتحدة - ) هو لاعب كرة قدم أمريكي في مركز حراسة المرمى.

## وصلات خارجية
- إيريك لوبيز على موقع قاعدة بيانات كرة القدم.إي يو (الإنجليزية)
- إيريك لوبيز على موقع Soccerway.com (الإنجليزية)